# Talgdrüse

Haar mit Talgdrüse.
1) Haar 2) Hautoberfläche (Stratum corneum) 3) Talg 4) Talgdrüse 5) Follikel

Die Talgdrüsen (lateinisch Glandulae sebaceae) sind ca. 1 mm große Hautdrüsen, die ein öliges Sekret (Talg, lateinisch Sebum cutaneum) produzieren, welches Haut und Haare einfettet und geschmeidig macht. Talgdrüsen sitzen meistens an den Haarbälgen (lateinisch Glandulae sebaceae pilorum), nur in wenigen Körperregionen sind sie nicht mit den Haaren assoziiert (lateinisch Glandulae sebaceae liberae).
Der abgesonderte Talg schützt die Haut, schafft das physiologisch saure Hautmilieu, bedingt damit die Hautflora und ermöglicht so einen Schutz der Haut vor Krankheitserregern. Haar und Talgdrüse werden auch zu einer funktionellen Einheit, der Haartalgdrüseneinheit, zusammengefasst. Die Talgproduktion wird bei Wärme gesteigert, beispielsweise im Sommer, um einer rauen Haut vorzubeugen.
Für einige freie Talgdrüsen sind besondere Bezeichnungen üblich: So werden als Zeis-Drüsen (nach Eduard Zeis) kleine einzeln stehende Talgdrüsen des Augenlids bezeichnet, Meibom-Drüsen (nach Heinrich Meibom) sind verzweigt angelegte alveoläre Talgdrüsen (Glandulae sebaceae tarsales) im Randbereich der Augenlider. Fordyce-Drüsen sind freie Talgdrüsen in der Mundschleimhaut und im Genitalbereich, weitere freie Talgdrüsen im Bereich von Eichel und Klitoris sind die Tyson-Drüsen.

## Aufbau
Die Talgdrüse ist eine holokrine Drüse und liegt in der Lederhaut. Sie gehört zu den Haar- und Talgdrüsenfollikeln und bildet dort ein seitliches Säckchen. Pro Follikel befinden sich bis zu fünf Drüsen. Sie haben keinen eigenen Ausgang, sondern ihr Sekret wird am Haar entlang auf die Haut geleitet. Den Ausgang nennt man Follikelausgang. Talgdrüsen sind nicht gleichmäßig über den Körper verteilt:
- Regionen mit vielen Talgdrüsen sind die Kopfhaut, der Genitalbereich, die T-Zone (im Gesicht) und die vordere und hintere Schweißrinne am Rumpf.
- Regionen ohne Talgdrüsen sind die Fußsohlen und Handinnenflächen.

Die weitaus meisten der Talgdrüsen liegen in der Felderhaut über die Körperoberfläche verteilt im Epithel assoziiert mit einer Haaranlage und werden daher auch Haarbalgdrüsen genannt. Die übrigen, sogenannten freien Talgdrüsen befinden sich in bestimmten Hautregionen wie Lippen, Nasenöffnungen, Ohröffnungen, Augenlidern, Brustwarzen, Genitalien und Anus.

## Entstehung und Funktion des Talgs
Talg wird von Sebozyten (Talgzellen) innerhalb der Zelle (intrazellulär) gebildet und durch Platzen der Zellen an die Hautoberfläche abgegeben (holokrine Sekretion). Er besteht aus Triglyceriden, Fettsäuren und Wachsestern.
Die Talgdrüsenwand ist ähnlich aufgebaut wie das Stratum basale (Basalzellschicht) der Epidermis. Sie besitzt auch eine Keimschicht, die immer neue Sebozyten (Talg produzierende Zellen) produziert. Die neu entstandenen Zellen wandern in die Mitte der Drüse und beginnen Lipide (Fette) zu produzieren. Diese sammeln sich in den Zellen an. Wenn sie in der Drüsenmitte angekommen sind, haben sie so viele Lipide angesammelt, dass sie platzen. Die Zellen werden dadurch selbst zum Bestandteil des Talges. Wenn sich dieser Talgbrei dann durch den Follikelausgang auf die Haut schieben will, reißt er beim Hochschieben noch verhornte Zellen von der Follikelwand ab und nimmt diese mit nach oben auf die Haut. Die Hornblättchen stammen also vom Stratum corneum disconjunctum (→ Epidermis).
Die Menge des produzierten Talgs hängt von verschiedenen Faktoren ab:
- Veranlagung
- Hormone wie Dihydrotestosteron
- Geschlecht
- Alter
- Ernährungszustand (im Hungerzustand ist die Talgproduktion herabgesetzt)[3]
- Umwelteinflüsse

Täglich bilden sich auf der Hautoberfläche 1–2 g Talg. Der Talg bewahrt die Haut vor Austrocknung. Mit zunehmendem Alter nimmt die Talgproduktion ab, so dass die Haut trockener und verletzlicher wird.

## Zusammensetzung des Talgs

Allgemeine chemische Struktur eines Triglycerids (Gemisch von Triestern des Glycerins) – Hauptbestandteil von Talg.

Die Zusammensetzung des Talgs ist von Mensch zu Mensch etwas unterschiedlich. Richtwerte sind:
- Triglyceride ca. 43 %
- freie Fettsäuren ca. 15 %
- Wachse ca. 23 %
- Squalen ca. 15 %
- Cholesterin ca. 4 %

Zu dieser Fettmischung kommen noch Proteine.

## Erkrankungen
Ist die Produktion gestört, können Hautkrankheiten entstehen. Man unterscheidet Seborrhoiker mit übermäßig viel Talgproduktion und Sebostatiker mit geringer Talgproduktion. Ein Verschluss einer Talgdrüse kann zur Sekretstauung führen. Es kann eine Pore entstehen, in die Krankheitserreger vermehrt eindringen können. Auf diese Weise kann sich ein Mitesser bilden. Siehe auch: Akne
In der Tiermedizin kommen bei Hunden und Katzen gelegentlich idiopathische Entzündungen der Talgdrüsen vor, die zum irreversiblen Verlust der Talgdrüsenfunktion führen können. Man spricht in diesen Fällen von einer Sebadenitis. Es handelt sich dabei vermutlich um eine Erbkrankheit.